# Louie Bellson

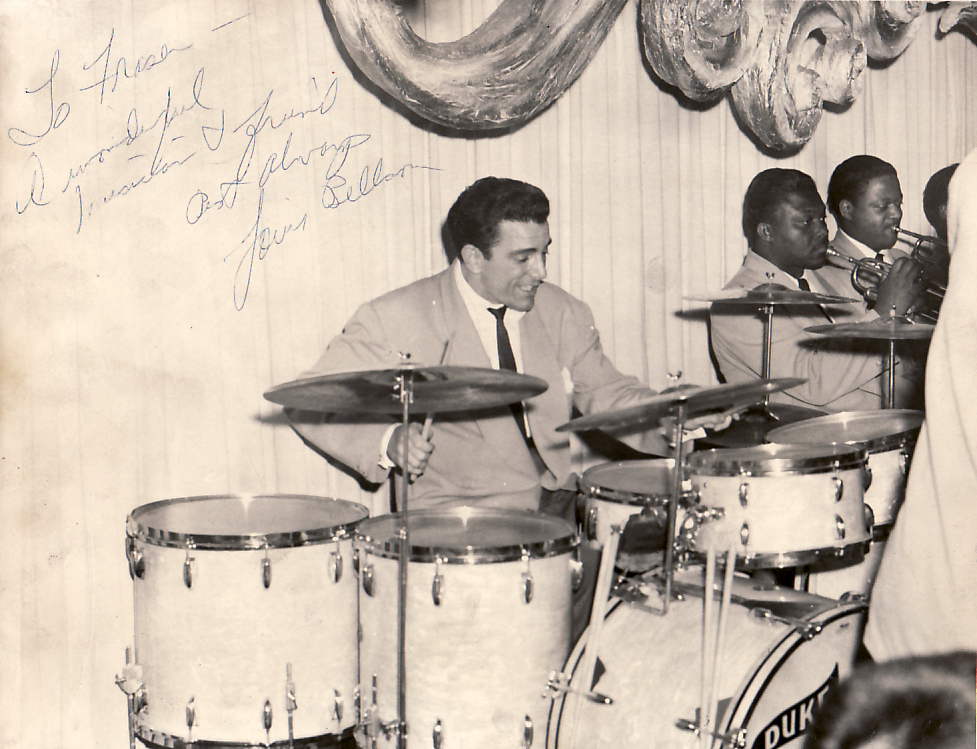
Louie Bellson, 1952

Louie Bellson, född Luigi Paulino Alfredo Francesco Antonio Balassoni 6 juli 1924 i Rock Falls, Illinois, död 14 februari 2009 i Los Angeles, Kalifornien, var en amerikansk storbandstrumslagare. Han blev ibland kallad "en av de tre stora" tillsammans med Gene Krupa och Buddy Rich. 
Louie Bellson spelade med alla de stora orkesterledarna under storbandstidens glansdagar: Count Basie, Tommy Dorsey, Duke Ellington, Benny Goodman, Harry James och Woody Herman. Under senare år fungerade han som inspiratör och mentor för många unga trumslagare samtidigt som han ledde egna orkestrar. Han var aktiv fram till sin död den 14 februari 2009.